# Орлов, Александр Юрьевич
Алекса́ндр Ю́рьевич Орло́в (род. 16 января 1962, Москва) — советский и российский архитектор, член Союза московских архитекторов (СМА), член правления Союза московских архитекторов. Почётный строитель города Москвы.

## Биография
После окончания средней школы в 1979 году поступил в Московский архитектурный институт, который окончил в 1985 году и поступил на работу в Государственный проектный институт «Метрогипротранс», где работал более 35 лет.
С 1992 года член Союза московских архитекторов (СМА). В настоящий момент занимает должность заместителя начальника архитектурной мастерской ООО «Институт „Мосинжпроект“». Является автором более 30 объектов в Москве и в других городах России.

## Избранные проекты и постройки
- Станция «Печатники» Люблинской линии Московского метрополитена 1995 г.
- Станция «Братиславская» Люблинской линии Московского метрополитена 1996 г.
- Станция «Аннино» Серпуховско-Тимирязевской линии Московского метрополитена 2001 г.
- Станция «Парк Победы» — кроссплатформенный пересадочный узел Арбатско-Покровской и Калининско-Солнцевской Московского линий метрополитена 2003 г.
- Участок третьего транспортного кольца — Лефортовский тоннель 2003 г.
- Торгово-офисное здание ул. Лесная, 3-9 в Москве 2004 г.
- Станция «Международная» Филёвской линии Московского метрополитена 2007 г.
- Станция «Строгино» Арбатско-Покровской линии Московского метрополитена 2008 г.
- Станция «Волоколамская» Арбатско-Покровской линии Московского метрополитена 2009 г.
- Мякининский метромост Арбатско-Покровской линии Московского метрополитена 2009 г.
- Участок Третьего пересадочного контура (Большой кольцевой линии) Московского метрополитена, станции: «Нижняя Масловка» («Савёловская»), «Петровский парк», «Ходынское поле» («ЦСКА»), «Хорошёвская», «Шелепиха» 2011—2018 г.
- Проект реконструкции площади Белорусского вокзала с многофункциональным комплексом под площадью Белорусского вокзала в Москве 2013 г.
- Проект центрального участка Калининско-Солнцевской линии Московского метрополитена, станции: «Волхонка», «Плющиха», «Кутузовский проспект» («Дорогомиловская») 2013 г.
- Проект станции «Суворовская» Кольцевой линии Московского метрополитена 2013—2021 г.
- Проект станции «Технопарк» Замоскворецкой линии Московского метрополитена 2013 г.
- Проект первого пускового участка первой линии метрополитена в городе Челябинске от станции «Тракторозаводская» до станции «Проспект Победы». Станции: «Тракторозаводская», «Торговый центр», «Площадь революции», «Комсомольская площадь», «Проспект Победы», Инженерный корпус 2013 г.
- Проект реконструкции Западного Речного порта в Москве 2014 г.
- Железнодорожная «Высокоскоростная магистраль Москва-Казань». Проект вокзала в городе Чебоксары 2016—2018 г.г.
- Проекты станций «Коммунарка» («Столбово»), «Бачуринская» («Коммунарка») Троицкой линии Московского метрополитена 2019 г.
- Проект станции «Академическая» Троицкой линии Московского метрополитена 2019 г.
- Красносельско-Калининская линия от станции «Казаковская» («Юго-Западная») до станции «Обводной канал» в Санкт-Петербурге. Участок линии от станции «Казаковская» («Юго-Западная») до станции «Путиловская». Проект станции «Путиловская» с пересадкой на станцию «Кировский завод» 2019 г.
- Большая кольцевая линия Московского метрополитена, проекты станций «Стромынка» («Сокольники»), «Ржевская» («Рижская») 2017—2020 г.г.

## Авторские отметки в метро
На станциях метро «Строгино» и «Волоколамская» есть «пасхальные яйца», которые указывают на архитекторов, участвововавших в проектировании данных станций: Строгино - на плафоне освещения станции (ближе к западному выходу со станции), и на световой полосе, идущей вдоль края платформы; на Волоколамской: на плафонах светильников рядом с восточным выходом.

## Награды и премии
Многие работы А. Ю. Орлова отмечены различными наградами как внутренних, так и международных конкурсов, фестивалей и смотров.
- Станции «Аннино» и «Строгино» были удостоены серебряного и золотого диплома на Международных архитектурных фестивалях Союза архитекторов России «ЗОДЧЕСТВО» в 2002 г. и 2008 г.[3] соответственно.
- Станция «Волоколамская» была отмечена Дипломом Российской академии художеств «За развитие традиций в современной архитектуре» 2010 г.
- Объект "Большая кольцевая линия (БКЛ) «Деловой центр» — «Петровский парк», станции «Савёловская», «Петровский парк», «ЦСКА», «Хорошёвская», «Шелепиха» " удостоен Золотого знака на Международном архитектурном фестивале «ЗОДЧЕСТВО-2018»[4], диплома «Качественная Архитектура 2018 за творческий вклад в создание качественной Российской архитектуры». В конкурсе «Проект Россия» станция «Хорошевская» стала лучшим проектом и отмечена почетным дипломом в номинации «Общественные интерьеры» 2019 г.[5] Международная Ассоциация Союзов Архитекторов удостоила эти станции Большой кольцевой линии (БКЛ) гран-при, диплома «Золотая медаль» и Золотой медали[6].
- 2020 — Премия города Москвы в области литературы и искусства — за художественное оформление и дизайн станций «Шелепиха», «Хорошевская», «ЦСКА», «Петровский парк» и «Савеловская» Большой кольцевой линии метро[7].